# Listă de formații melodic death metal

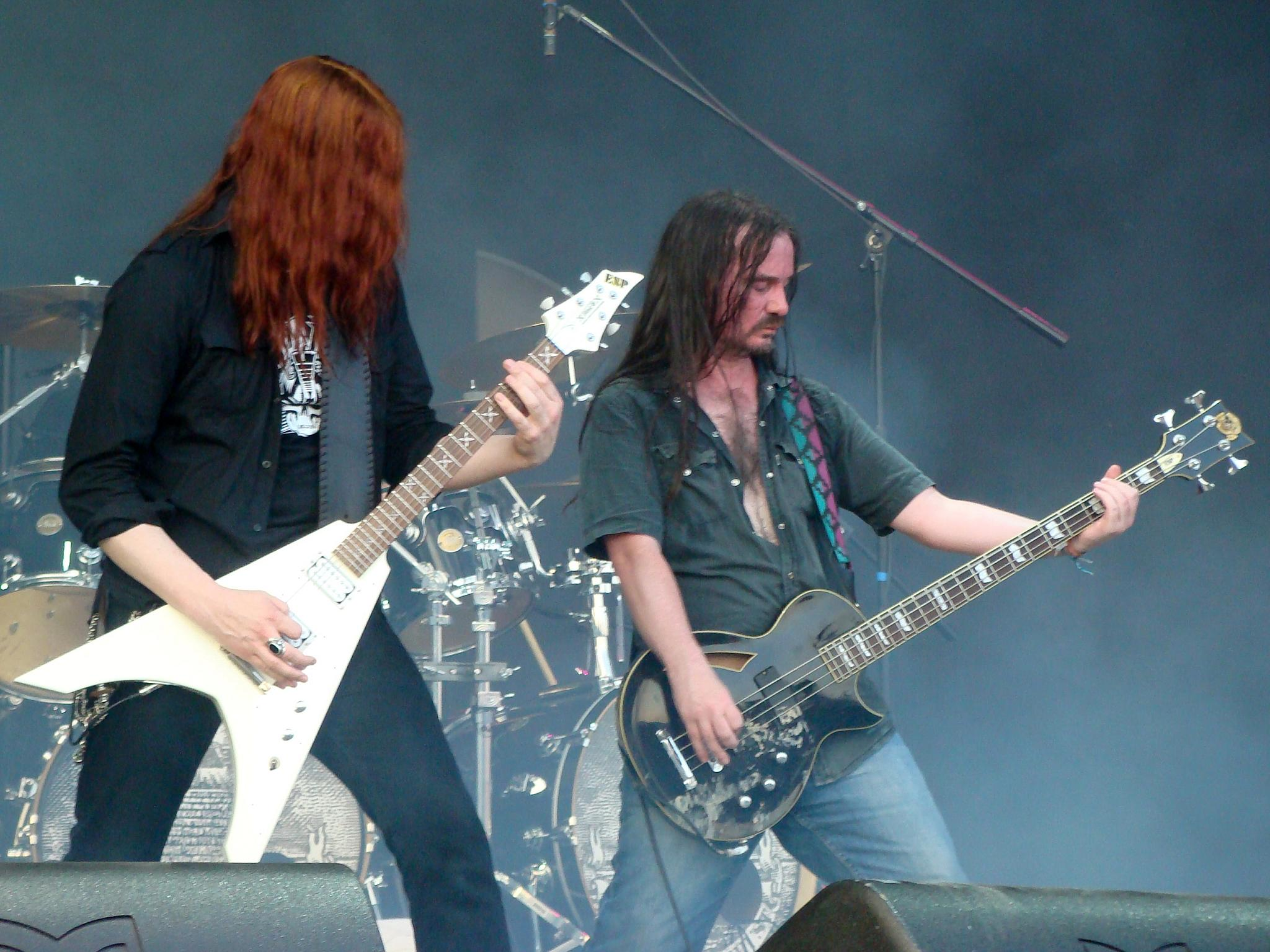
Carcass, evoluând la Gods of Metal festival în Bologna, Italia (2008), a ajutat la definirea genului melodic death metal, prin albumul lor Heartwork din 1993.

Aceasta este o listă de formații melodic death metal. Death metal melodic este un stil al muzicii heavy metal care combină elemente din New Wave of British Heavy Metal (NWOBHM) cu elemente din death metal.
| Formația                  | Înființare | Origine         | Note                    |
| ------------------------- | ---------- | --------------- | ----------------------- |
| All That Remains          | 1998       | Statele Unite   | [ 2 ]                   |
| Amaranthe                 | 2008       | Suedia          | [ 3 ]                   |
| Amon Amarth               | 1992       | Suedia          | [ 4 ] [ 5 ]             |
| Amorphis                  | 1990       | Finlanda        | [ 6 ]                   |
| Anvil of Doom             | 1998       | Spania          | [ 7 ]                   |
| Arch Enemy                | 1996       | Suedia          | [ 8 ] [ 9 ]             |
| Armageddon                | 1997       | Suedia          | [ 10 ]                  |
| Arsis                     | 2000       | Statele Unite   | [ 11 ]                  |
| As I Lay Dying            | 2000       | Statele Unite   | [ 12 ] [ 13 ]           |
| Atrophia Red Sun          | 1995       | Polonia         | [ 14 ]                  |
| At the Gates              | 1990       | Suedia          | [ 15 ] [ 16 ]           |
| At the Throne of Judgment | 2005       | Statele Unite   | [ 17 ]                  |
| Avatar                    | 2001       | Suedia          | [ 18 ] [ 19 ]           |
| Be'lakor                  | 2004       | Australia       | [ 20 ]                  |
| Before the Dawn           | 1999       | Finlanda        | [ 21 ]                  |
| Beyond the Embrace        | 2000       | Statele Unite   | [ 22 ]                  |
| Beyond the Sixth Seal     | 1998       | Statele Unite   | [ 23 ]                  |
| The Black Dahlia Murder   | 2000       | Statele Unite   | [ 24 ]                  |
| The Blinded               | 2000       | Suedia          | [ 25 ]                  |
| Blood Stain Child         | 2000       | Japonia         | [ 26 ]                  |
| Callenish Circle          | 1992       | Olanda          | [ 27 ] [ 28 ] [ 29 ]    |
| Carcass                   | 1985       | Marea Britanie  | [ 1 ] [ 30 ]            |
| Carnal Forge              | 1997       | Suedia          | [ 31 ]                  |
| Centinex                  | 1990       | Suedia          | [ 32 ]                  |
| Ceremonial Oath           | 1989       | Suedia          | [ 33 ] [ 34 ]           |
| Chain Collector           | 2003       | Norvegia        | [ 35 ] [ 36 ]           |
| Children of Bodom         | 1993       | Finlanda        | [ 37 ]                  |
| Crematory                 | 1991       | Germania        | [ 38 ]                  |
| Dark Age                  | 1994       | Germania        | [ 39 ]                  |
| Dark Tranquillity         | 1989       | Suedia          | [ 40 ] [ 41 ] [ 42 ]    |
| Darkane                   | 1998       | Suedia          | [ 43 ] [ 44 ]           |
| Darkest Hour              | 1995       | Statele Unite   | [ 45 ] [ 46 ]           |
| Deadlock                  | 1997       | Germania        | [ 47 ] [ 48 ]           |
| Decadence                 | 2003       | Suedia          | [ 49 ]                  |
| Despite                   | 1998       | Suedia          | [ 50 ]                  |
| Destroy Destroy Destroy   | 2003       | Statele Unite   | [ 51 ]                  |
| Dethklok                  | 2006       | Statele Unite   | [ 52 ]                  |
| Deuteronomium             | 1993       | Finlanda        | [ 53 ]                  |
| Devildriver               | 2002       | Statele Unite   | [ 54 ]                  |
| Detonation                | 1997       | Olanda          | [ 55 ]                  |
| Deus Ex Machina           | 2004       | Singapore       | [ 56 ]                  |
| Disarmonia Mundi          | 2000       | Italia          | [ 57 ]                  |
| Disillusion               | 1994       | Germania        | [ 58 ]                  |
| Dissection                | 1989       | Suedia          | [ 59 ]                  |
| Divine Heresy             | 2005       | Statele Unite   | [ 60 ]                  |
| The Duskfall              | 1999       | Suedia          | [ 61 ] [ 62 ] [ 63 ]    |
| Ebony Tears               | 1996       | Suedia          | [ 64 ]                  |
| Edge of Sanity            | 1989       | Suedia          | [ 65 ]                  |
| Eluveitie                 | 2002       | Elveția         | [ 66 ]                  |
| Engel                     | 2005       | Suedia          | [ 67 ]                  |
| Ensiferum                 | 1995       | Finlanda        | [ 68 ] [ 69 ] [ 70 ]    |
| Eternal Tears of Sorrow   | 1994       | Finlanda        | [ 71 ]                  |
| Eucharist                 | 1989       | Suedia          | [ 72 ]                  |
| The Eyes of a Traitor     | 2006       | Marea Britanie  | [ 73 ]                  |
| Falchion                  | 2002       | Finlanda        | [ 74 ]                  |
| Fear My Thoughts          | 1998       | Germania        | [ 75 ]                  |
| Fragments of Unbecoming   | 2000       | Germania        | [ 76 ] [ 77 ]           |
| The Funeral Pyre          | 2001       | Statele Unite   | [ 78 ]                  |
| Gardenian                 | 1996       | Suedia          | [ 79 ]                  |
| Gates of Ishtar           | 1992       | Suedia          | [ 80 ]                  |
| Ghost Brigade             | 2005       | Finlanda        | [ 81 ]                  |
| Glass Casket              | 2001       | Statele Unite   | [ 82 ]                  |
| Graveworm                 | 1992       | Italia          |                         |
| The Haunted               | 1996       | Suedia          | [ 83 ]                  |
| Heaven Shall Burn         | 1996       | Germania        | [ 84 ] [ 85 ]           |
| Hypocrisy                 | 1990       | Suedia          | [ 86 ]                  |
| Immortal Souls            | 1991       | Finlanda        | [ 87 ]                  |
| In Flames                 | 1990       | Suedia          | [ 88 ] [ 89 ] [ 90 ]    |
| In Mourning               | 2000       | Suedia          | [ 91 ]                  |
| Insomnium                 | 1997       | Finlanda        | [ 92 ] [ 93 ]           |
| Into Eternity             | 1997       | Canada          | [ 94 ]                  |
| Kalmah                    | 1998       | Finlanda        | [ 95 ]                  |
| Kataklysm                 | 1991       | Canada          | [ 96 ]                  |
| Light This City           | 2002       | Statele Unite   | [ 97 ]                  |
| Mendeed                   | 2000       | Marea Britanie  | [ 98 ]                  |
| Mercenary                 | 1991       | Danemarca       | [ 99 ]                  |
| Mors Principium Est       | 1999       | Finlanda        | [ 100 ]                 |
| Mygrain                   | 2004       | Finlanda        | [ 101 ] [ 102 ]         |
| Naildown                  | 2003       | Finlanda        | [ 103 ]                 |
| Neuraxis                  | 1994       | Canada          | [ 104 ]                 |
| Nightfall                 | 1991       | Grecia          | [ 105 ]                 |
| Nightrage                 | 2000       | Grecia          | [ 106 ] [ 107 ]         |
| Noumena                   | 1998       | Finlanda        | [ 108 ]                 |
| Norther                   | 1996       | Finlanda        | [ 109 ] [ 110 ] [ 111 ] |
| Omnium Gatherum           | 1996       | Finlanda        | [ 109 ] [ 110 ] [ 111 ] |
| Paths of Possession       | 1999       | Statele Unite   | [ 112 ]                 |
| Persefone                 | 2001       | Andorra         | [ 113 ]                 |
| Salt the Wound            | 2001       | Statele Unite   | [ 114 ]                 |
| Scar Symmetry             | 2004       | Suedia          | [ 115 ]                 |
| Shadows Fall              | 1995       | Statele Unite   | [ 116 ]                 |
| The Showdown              | 2004       | Statele Unite   | [ 117 ]                 |
| Skyfire                   | 1995       | Suedia          | [ 118 ]                 |
| Soilwork                  | 1996       | Suedia          | [ 119 ] [ 120 ]         |
| Solution .45              | 2008       | Finlanda/Suedia | [ 121 ] [ 122 ]         |
| Sonic Syndicate           | 2002       | Suedia          | [ 123 ] [ 124 ] [ 125 ] |
| Switchblade               | 2001       | Australia       | [ 126 ]                 |
| Thirdmoon                 | 1994       | Austria         | [ 127 ]                 |
| Threat Signal             | 2003       | Canada          | [ 128 ]                 |
| Unanimated                | 1989       | Suedia          | [ 129 ]                 |
| Vehemence                 | 1997       | Statele Unite   | [ 130 ]                 |
| Wintersun                 | 2004       | Finlanda        | [ 131 ]                 |
| With Passion              | 2001       | Statele Unite   | [ 132 ]                 |
| Yyrkoon                   | 1996       | Finlanda        | [ 133 ]                 |
| Zonaria                   | 2002       | Suedia          | [ 134 ]                 |